# لا مونتانیتا (کاکئتا)
لا مونتانیتا (کاکئتا) (به اسپانیایی: ‌La Montañita) یک سکونتگاه مسکونی در کلمبیا است که در بخش کاکئتا واقع شده‌است.